# Anota Aí (canção)
"Anota Aí" é uma canção do gênero sertanejo gravada pela cantora e compositora brasileira Paula Fernandes. A canção foi lançada como primeiro single do álbum Qual Amor Te Faz Feliz? (2024) 

## Sobre a canção
O single "Anota Aí" teve seu lançamento em 13 de junho de 2024, a letra da canção foi composta por Fernandes em parceria de Vinícius Leão, Yago Vidal e Anderson Toledo. 
Alguns famosos como Neymar, Ana Castela, Paola Oliveira e Carlinhos Maia responderam o questionamento de — Qual Amor Te Faz Feliz? — através do Instagram oficial da artista, como divulgação do projeto audiovisual.

## Faixas
- Download digital

1. "Anota Aí" - 3:24